# 正方形半無限邊形鑲嵌
正方形半無限邊形鑲嵌（square hemiapeirogonal tesselation）是一種平面鑲嵌圖，由正方形和無限邊形組成。這種鑲嵌圖的外觀與正方形鑲嵌類似，但交錯地缺少了部分的正方形面，因此又稱交錯正方形鑲嵌（alternate square tiling）。這個幾何結構可以視為半多面體的一種廣義的形式。

## 性質
正方形半無限邊形鑲嵌與擬正半多面體類似，可以視為一種退化的半多面體，構造自經過截半變換後的正方形鑲嵌（施萊夫利符號：r{4,4}）。正方形鑲嵌經過截半變換後在考克斯特記號中記為，這代表著這個結構中會存在2種不同的面，儘管其形狀都是正方形。這兩種面分別為原始的正方形面以及截半變換產生的正方形面；這兩種面交錯地分布在整個正方形鑲嵌的結構上。而正方形半無限邊形鑲嵌則是取其中一種面和無限邊形來構成。另一方面，正方形半無限邊形鑲嵌也可以看做是從正方形鑲嵌中的面中交錯地取一半數量的正方形面和作為半球面的無限邊形面構成的幾何結構。

截半正方形鑲嵌
取其中一種正方形面構成的正方形半無限邊形鑲嵌
取另種正方形面構成的正方形半無限邊形鑲嵌

正方形半無限邊形鑲嵌由正方形和無限邊形組成，每個頂點都是2個正方形和2個無限邊形的公共頂點，並且以無限邊形、正方形、無限邊形、反向相接的正方形的方式排列，在頂點布局中可以用∞, 4, ∞, 4/3來表示，亦可以表示為[4,∞,4/3,∞]/0。

## 相關多面體與鑲嵌
正方形半無限邊形鑲嵌與正方形鑲嵌和皮特里正方形鑲嵌共用相同的頂點排列。

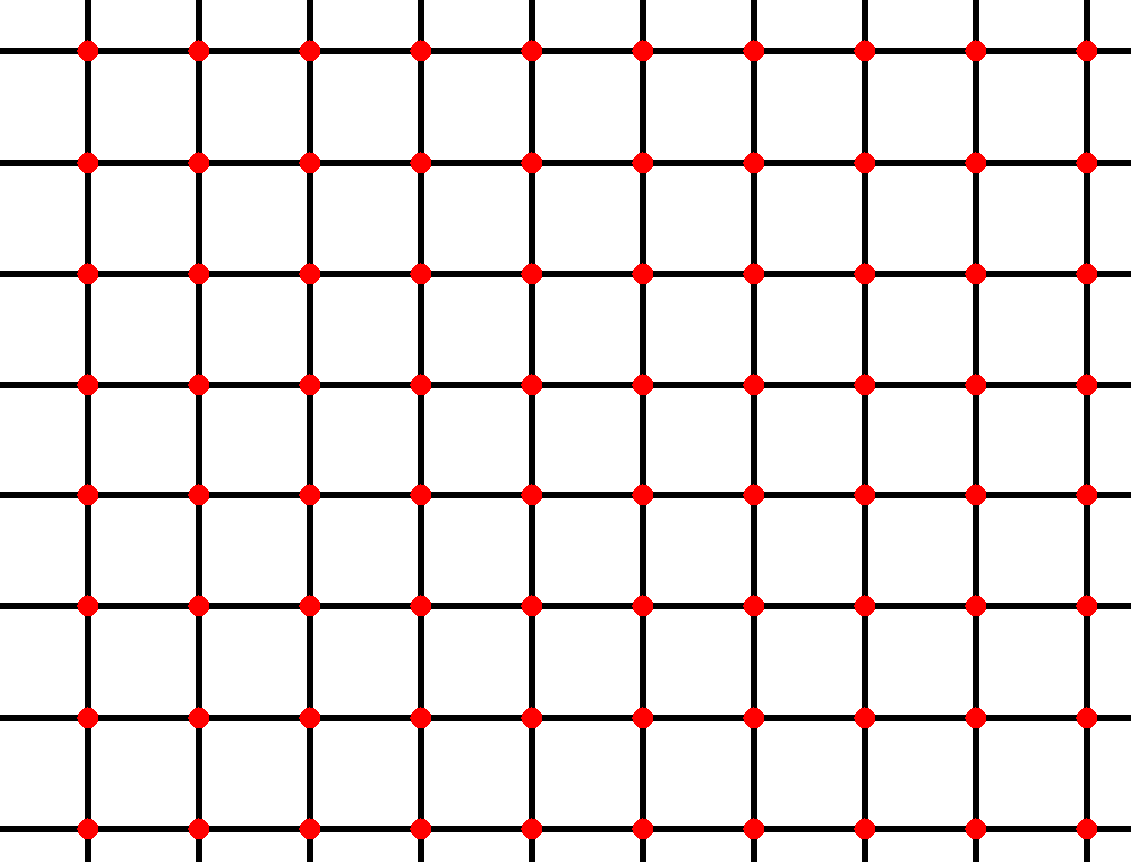
正方形半無限邊形鑲嵌與正方形鑲嵌和皮特里正方形鑲嵌的頂點排列
截半正方形鑲嵌
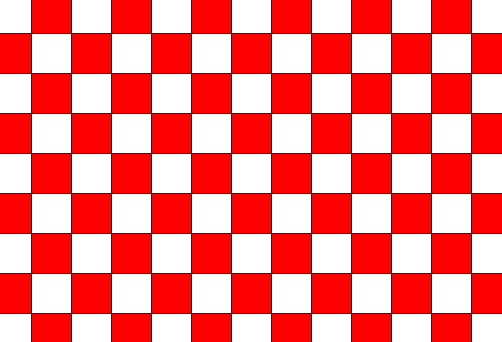
正方形半無限邊形鑲嵌
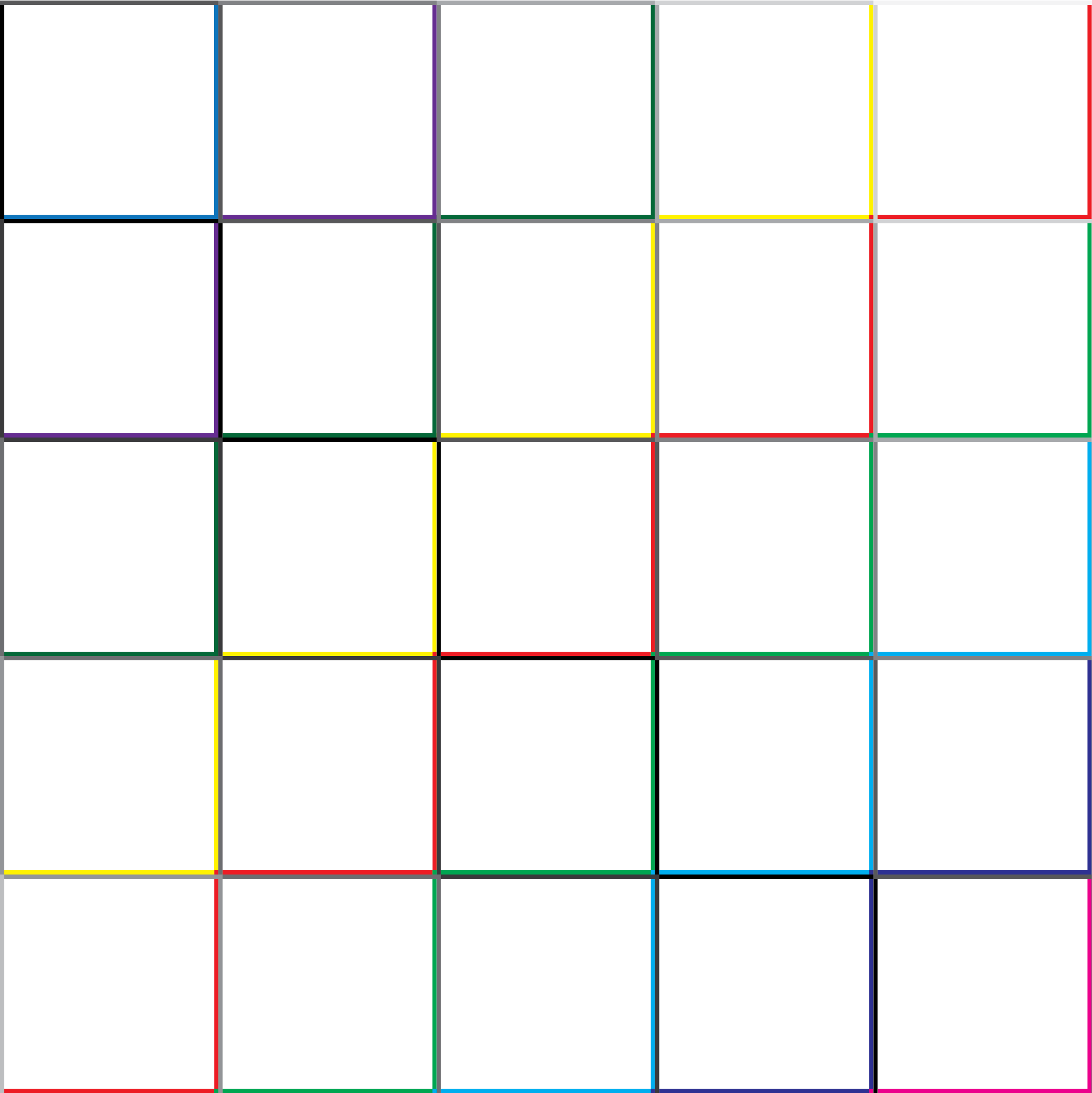
皮特里正方形鑲嵌

### 皮特里正方形鑲嵌
皮特里正方形鑲嵌是正方形鑲嵌的皮特里對偶，可以透過將原有正方形鑲嵌上取皮特里多邊形構成，換句話說，皮特里正方形鑲嵌為由正方形鑲嵌的皮特里多邊形構成的幾何結構。

組成皮特里正方形鑲嵌的扭歪無限邊形

皮特里正方形鑲嵌可以視為一種由扭歪無限邊形組成的廣義正多面體，對應的扭歪內角為90度，且每個頂點都是4個扭歪無限邊形的公共頂點，對應的皮特里多邊形為正方形，這樣的拓樸結構在施萊夫利符號中可以用{∞,4}4來表示。

皮特里正方形鑲嵌的每個頂點都是4個扭歪無限邊形的公共頂點

## 外部連結
- 關於皮特里正方形鑲嵌，可參考YouTube上的《普通空間中的48種正多面體》（英文）